# Constantin Marinescu (istoric)
Constantin Marinescu (n. 11 august 1891, Șerbănești-Poduri, în prezent Pucioasa, județul Dâmbovița – d. 1 aprilie 1982) a fost un istoric român, membru corespondent (1928) al Academiei Române.
După ce a absolvit cursurile liceale la Pitești, a obținut licența în drept, litere și filozofie la Universitatea București și în anul 1918 a devenit doctor în litere. Și-a continuat specializarea în istorie universală la Sorbona și la École nationale des chartes. Între 1923-1943 a fost profesor de istorie universală la Universitatea din Cluj și tot la Cluj a funcționat ca director al Institutului de Istorie (1925-1943), după care s-a transferat la București, unde a fost numit cercetător la Facultatea de Istorie a Universității București (1943-1946),
Constantin Marinescu a predat cursul de istorie medie universală la Universitatea din Cluj din anul 1923. În 1925 a pus bazele Institutului de Istorie Universală din Cluj, pe care l-a și condus. În 1943 s-a transferat la Universitatea din București, în contextul în care în 1941 a fost numit director la Școala Română de la Fontenay-aux-Roses din Paris. În 1948, după ce a fost demis din funcție și exclus din Academie, a refuzat să se reîntoarcă în țară, predând la mai multe universități din Occident.

## Afilieri
Activitatea sa a fost recunoscută în străinătate, fiind cooptat ca membru al Academiei Regale de Litere din Barcelona, al Societății de Geografie din Lisabona, al Societății Regale de Litere și Științe din Boemia, al Comisiei Internaționale a Marilor Descoperiri Geografice. La 2 iunie 1928 a fost ales membru corespondent al Academiei Române și repus în drepturi la 3 iunie 1990.

## Publicații (selecție)
- Compte-rendu du premier Congrès international des études byzantines, Bucarest, 1924[5]
- Înființarea mitropoliilor în Țara Românească și în Moldova, București, Editura Cultura Națională, 1924[6]
- Școala Istorică Raționalistă, Cluj, Institutul de arte grafice Ardealul, 1925
- Mélanges d'histoire générale, Cluj, Imprimeria Cartea Românească, 1927[7]
- La politique orientale d'Alfonse V d'Aragon, roi de Naples (1416-1458), Barcelona : Institut d'Estudis Catalans, 1994[8]